# Organ sexual

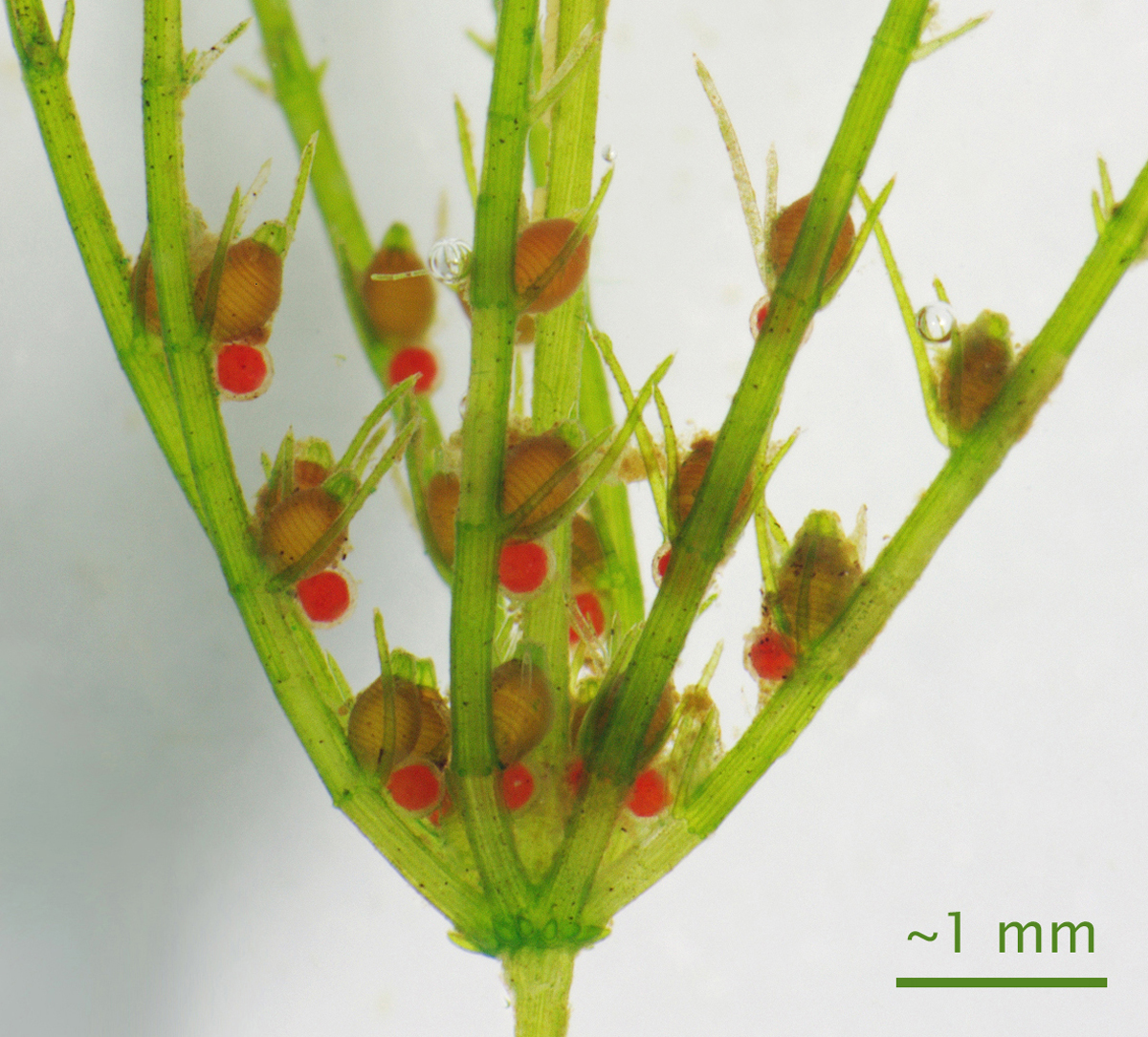
Organele sexuale ale unei alge verzi Chara: masculin antheridia (roșu) și feminin archegonia (maro)

Organul sexual sau organul genital (lat. organa genitalia) contribuie prin mecanism hormonal în general la totalitatea caracteristicilor morfologice și fiziologice care deosebesc animalele și plantele în două categorii distincte, masculi și femele. El joacă un rol important în procesul de reproducție, la mamifere se realizează prin procesul de copulație sau împerechere a doi parteneri de sex diferit, respectiv, masculin și feminin. La mamifere organele sexuale externe sunt penisul și scrotul la mascul și vulva la femele. Pe lângă funcția de reproducere sau înmulțire, organul sexual joacă un rol important în funcția de excreție, el fiind orificiul prin care prin micțiune este eliminată urina. Tot aici se pot aminti și glandele sexuale care produc hormonii sexuali, ca testiculul la mascul și ovarul la femele, ei fiind răspunzători de secreția de testosteron sau hormonii estrogeni.

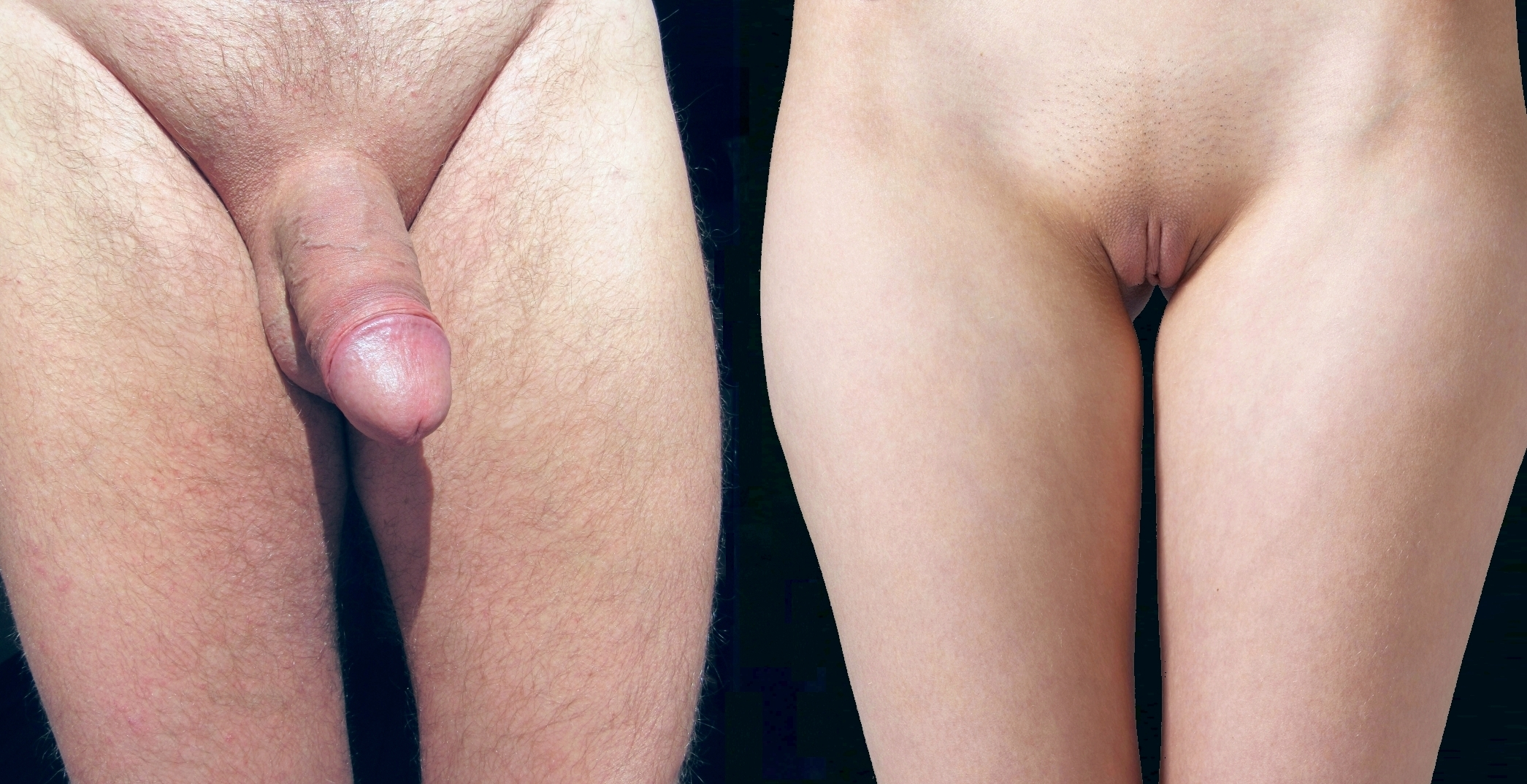
Organele sexuale externe ale unui bărbat (penis, scrot) și femeie (vulvă).